# Corticaria longicollis
Corticaria longicollis là một loài bọ cánh cứng trong họ Latridiidae. Loài này được Zetterstedt miêu tả khoa học năm 1838.